# Heloparia lentiphora
Heloparia lentiphora är en tvåvingeart som först beskrevs av Friedrich Georg Hendel 1914.  Heloparia lentiphora ingår i släktet Heloparia och familjen prickflugor. Inga underarter finns listade i Catalogue of Life.